# Campachipteria georgica
Campachipteria georgica är en kvalsterart som först beskrevs av Murvanidze och H. Weigmann 2003.  Campachipteria georgica ingår i släktet Campachipteria och familjen Achipteriidae. Inga underarter finns listade.